# Android Studio
Android Studio est un environnement de développement pour développer des applications mobiles Android. Il est basé sur IntelliJ IDEA et utilise le moteur de production Gradle. Il peut être téléchargé sous les systèmes d'exploitation Windows, macOS, Chrome OS et Linux.

## Historique
Avant Android Studio, de 2009 à 2014, Google propose comme environnement de développement officiel une distribution spécifique de l'environnement Eclipse, contenant notamment le SDK d'Android.
Android Studio est annoncé le 15 mai 2013 lors du Google I/O et une version Early Access Preview est disponible le jour même.
Le 8 décembre 2014, Android Studio passe de version bêta à version stable 1.0. L'environnement devient alors conseillé par Google, et Eclipse est délaissé.

## Fonctionnalités
Android Studio permet principalement d'éditer les fichiers Java/Kotlin et les fichiers de configuration XML d'une application Android.
Il propose entre autres des outils pour gérer le développement d'applications multilingues et permet de visualiser rapidement la mise en page des écrans sur des écrans de résolutions variées simultanément,. Il intègre par ailleurs un émulateur permettant de faire tourner un système Android virtuel sur un ordinateur.